# Albota
Albota est une commune du județ d'Argeș, Roumanie qui compte 3 842 habitants.
La commune est composée de cinq villages : Albota, Cerbu, Frătești, Gura Văii et Mareș.

## Démographie
D'après le recensement de 2011, la commune compte 3 842 habitants, en baisse par rapport au recensement de 2002 où elle en comptait 3 895.
Lors de ce recensement de 2011, 95,6% de la population se déclare roumaine (4,06% ne déclarent pas d'appartenance ethnique).

## Politique
| Parti | Parti                        | Sièges |
| ----- | ---------------------------- | ------ |
|       | Parti social-démocrate (PSD) | 10     |
|       | Parti national libéral (PNL) | 3      |